# كنيفوفيا
الكنيفوفيا أو النيفوفيا جنس نباتي ينتمي إلى الفصيلة البروقية ويضم أكثر من سبعين نوعاً.

## الموئل والانتشار
الموئل الأصلي لأنواع هذا الجنس أفريقيا جنوب الصحراء، ولكن بعضها الآن منتشر في كل أنحاء العالم كنباتات زينة.

## معرض صور

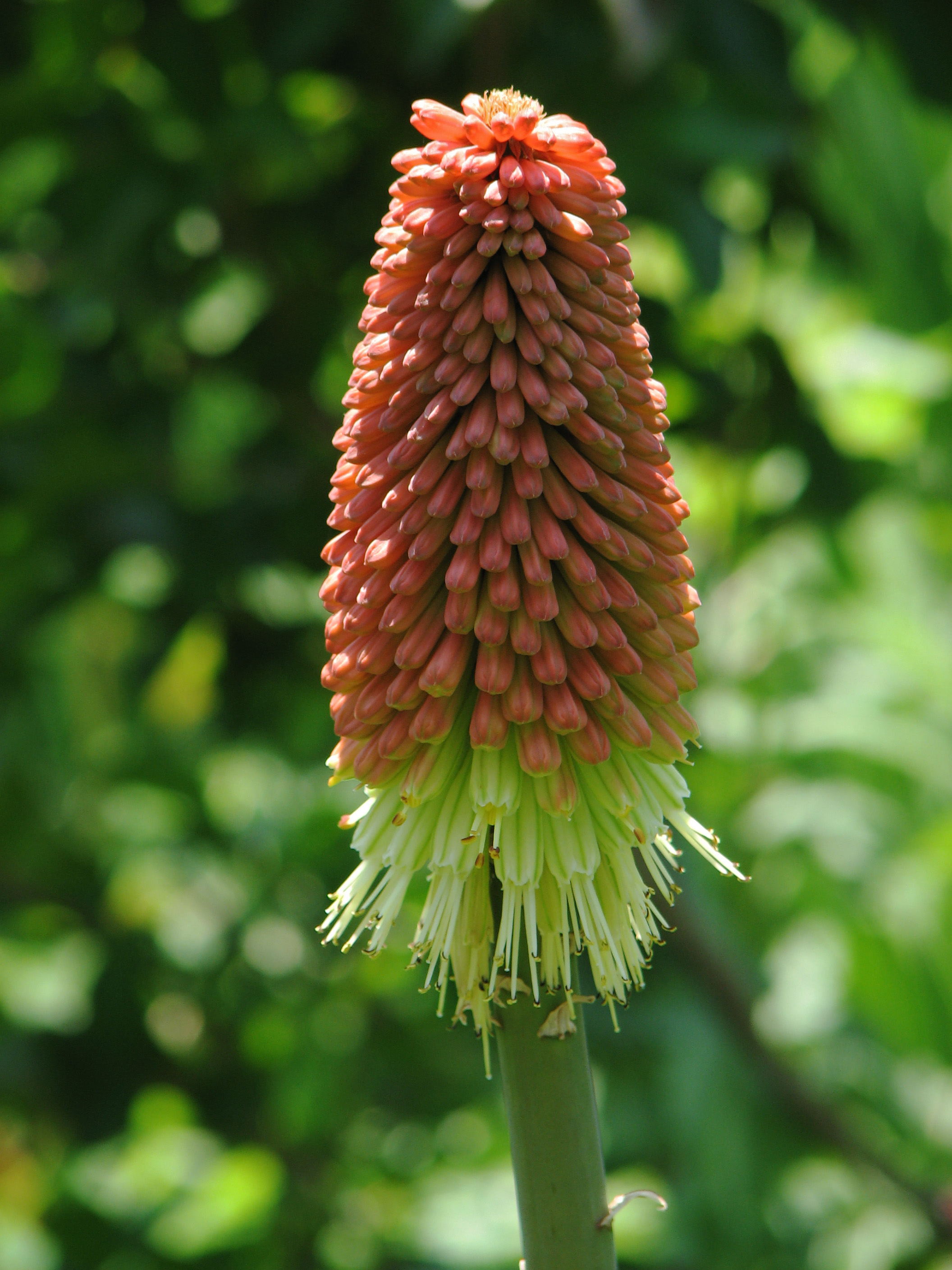
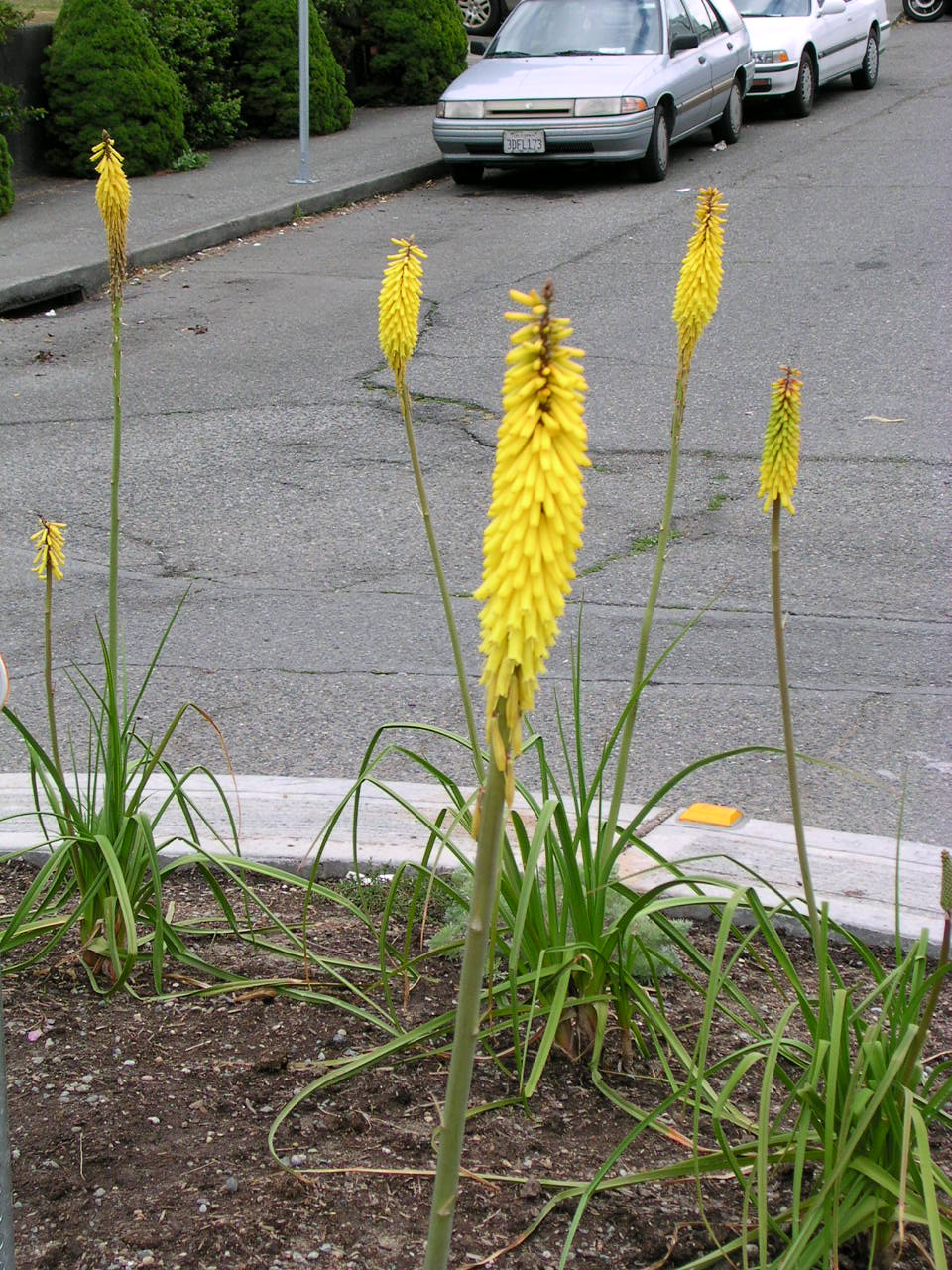
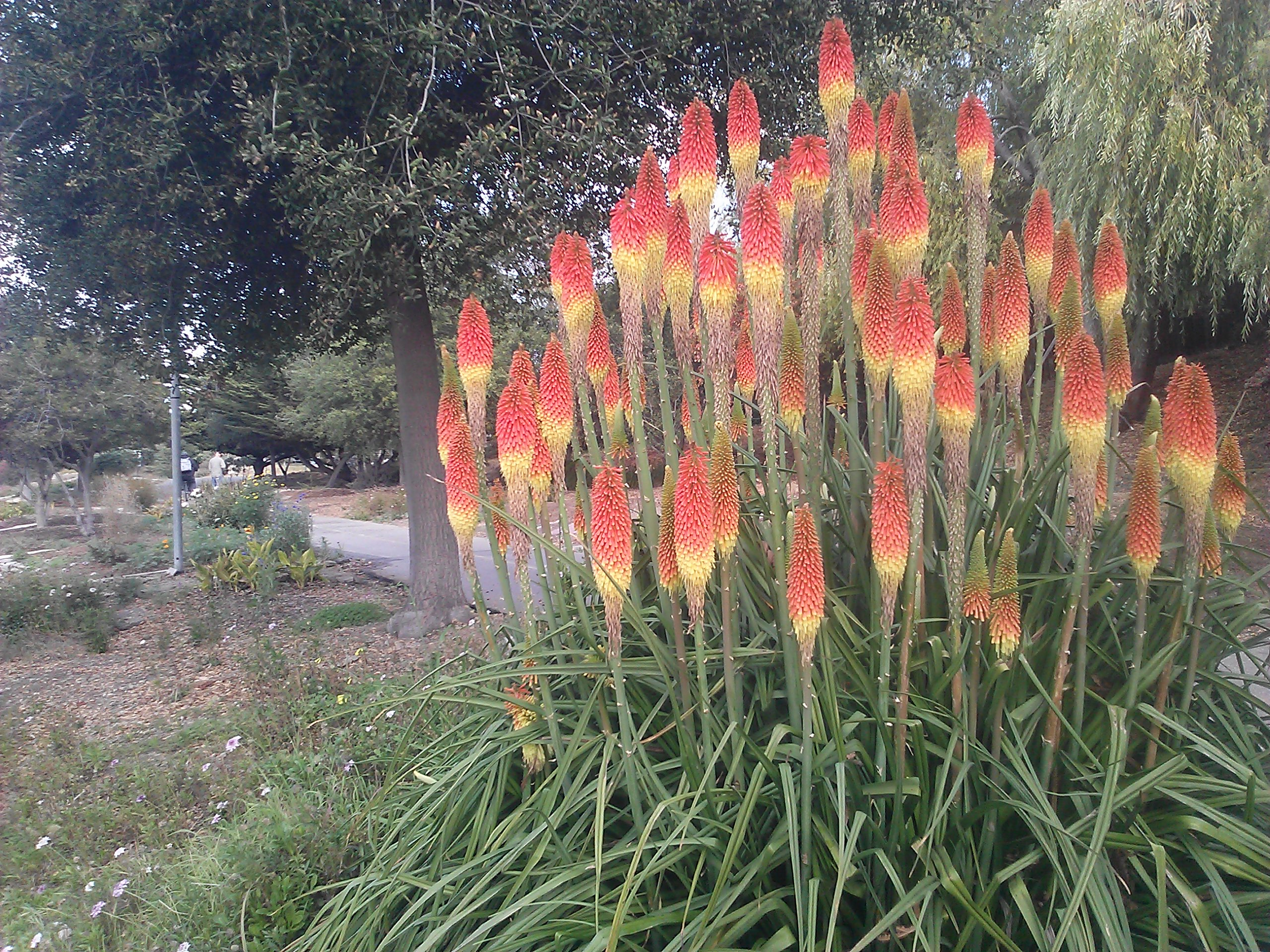
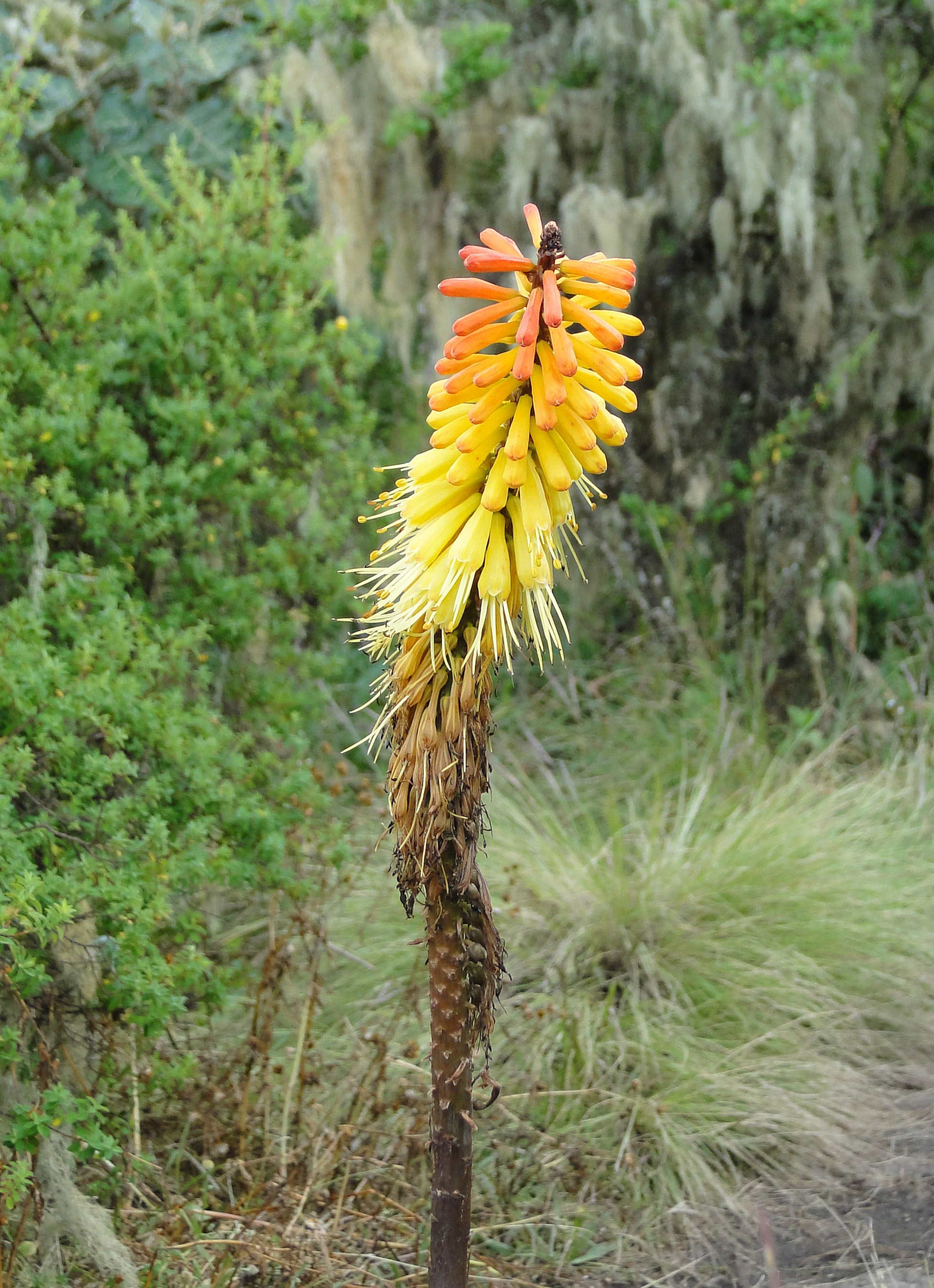
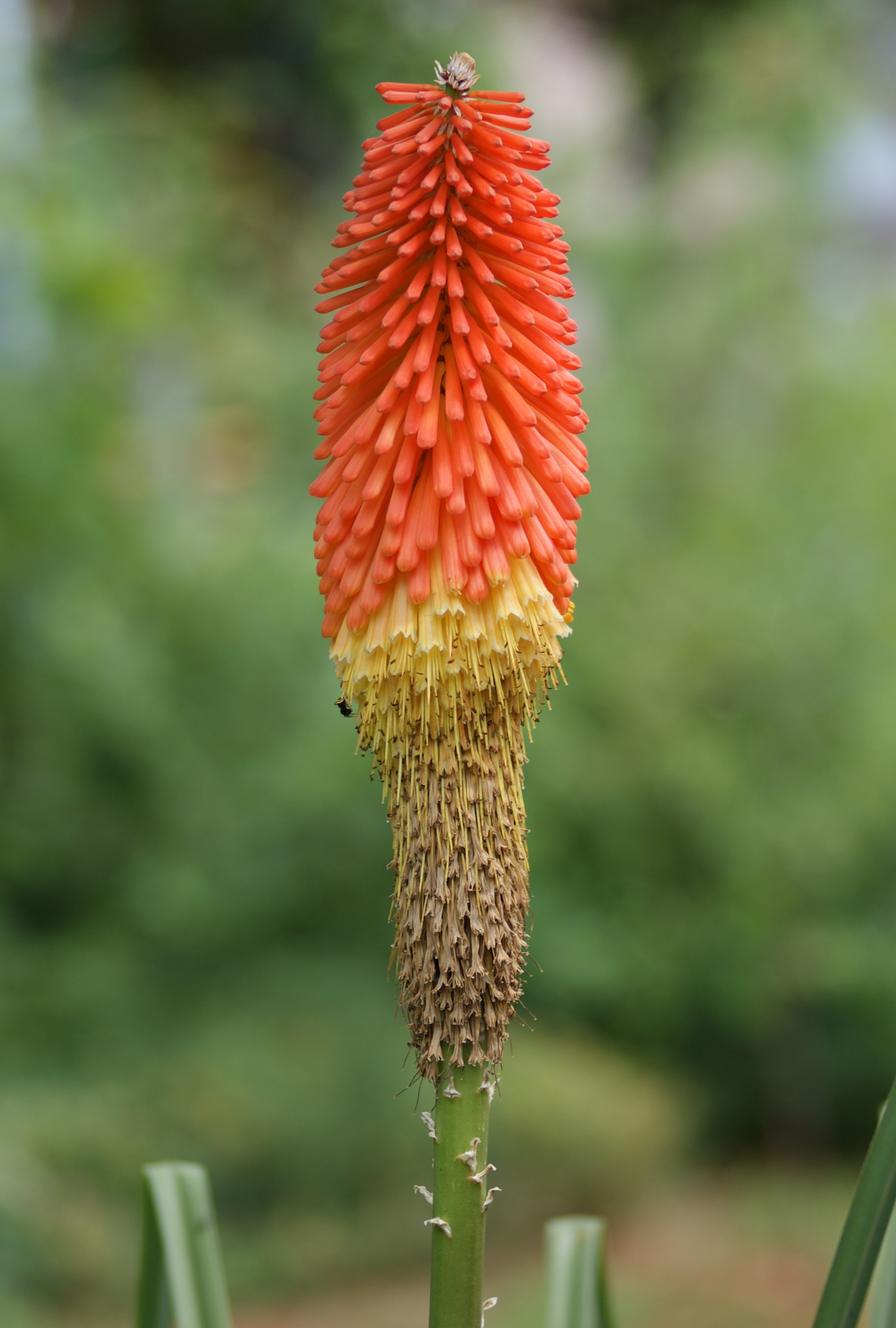

## من أنواعها
- كنيفوفيا ثومسون (باللاتينية: Kniphofia thomsonii)
- الكنيفوفيا الحمراء (باللاتينية: Kniphofia rufa)
- الكنيفوفيا الساقية (باللاتينية: Kniphofia caulescens)
- الكنيفوفيا الشعيرية (باللاتينية: Kniphofia hirsuta)
- الكنيفوفيا العنبية (باللاتينية: Kniphofia uvaria)
- الكنيفوفيا المثلثة (باللاتينية: Kniphofia triangularis)
- الكنيفوفيا المحدبة (باللاتينية: Kniphofia reflexa )